# Pieter van der Staak
Pieter van der Staak (* 25. Mai 1930 in Den Haag; † 2. November 2007 in Zwolle) war ein niederländischer Gitarrist, Komponist und Musikpädagoge.

## Leben
Van der Staak studierte Komposition bei Wolfgang Wijdeveld und Gitarre bei Hans-Lutz Niessen, einem Schüler von Bruno Henze, am Conservatorium Maastricht. Von 1955 bis 1959 studierte er Gitarre bei Andrés Segovia und Alirio Díaz sowie Vihuela und Alte Musik bei Emilio Pujol an der Accademia Musicale Chigiana in Siena. Pujol und Diaz wurden lebenslange Freunde.
Er nahm mehrere LPs u. a. mit den Sängern Willy Brill und Arjan Blanken auf. Van der Staak konzertierte weltweit und wurde schließlich Professor für Gitarre an der ArtEZ (Kunsthochschule) in Zwolle. Er gründete die Dutch International Guitarweeks Zwolle und unterrichtete mehrere namhafte Schüler. Van der Staak komponierte darüber hinaus eine große Anzahl von Kammermusikstücken.